# Planigale novaeguineae
El Ratón Marsupial de Nueva Guinea (Planigale novaeguineae), También conocido como Papuan Planigale, Es una pequeña especie de marsupial carnívoro nativo en la zona Trans Fly savanna and grasslands de Nueva Guinea.

## Amenazas
No hay un depredador concreto que sea una amenazas para esta especie. Papúa Planigales probablemente está afectada por la depredación de
gatos domésticos de la zona.

## Acciones de Conservación
Esta especie se encuentra en dos áreas protegidas: 
- Parque nacional de Wasur (Indonesia)
- Tonda Wildlife Management Area (Papúa Nueva Guinea).